# Sterzing
Sterzing és un municipi, dins de la província autònoma de Tirol del Sud. És un dels municipis del districte i vall de Wipptal. L'any 2007 tenia 6.035 habitants. Comprèn les fraccions de Ried (Novale), Thuins (Tunes) i Tschöfs (Ceves). Limita amb els municipis de Brenner, Freienfeld, Pfitsch i Ratschings.

## Situació lingüística
| Pertinença lingüística (cens 2001) | 75,28% alemany |
| Pertinença lingüística (cens 2001) | 24,29% italià  |
| Pertinença lingüística (cens 2001) | 0,44% ladí     |

## Administració
| Període | Identitat              | Partit |
| ------- | ---------------------- | ------ |
| 2004-   | Friedrich Karl Messner | SVP    |

## Personatges il·lustres
- Josef Rampold, director de Dolomiten de 1981 a 1995.
- Johann Gänsbacher (1778-1844) compositor i director d'orquestra austríac.

## Galeria d'imatges

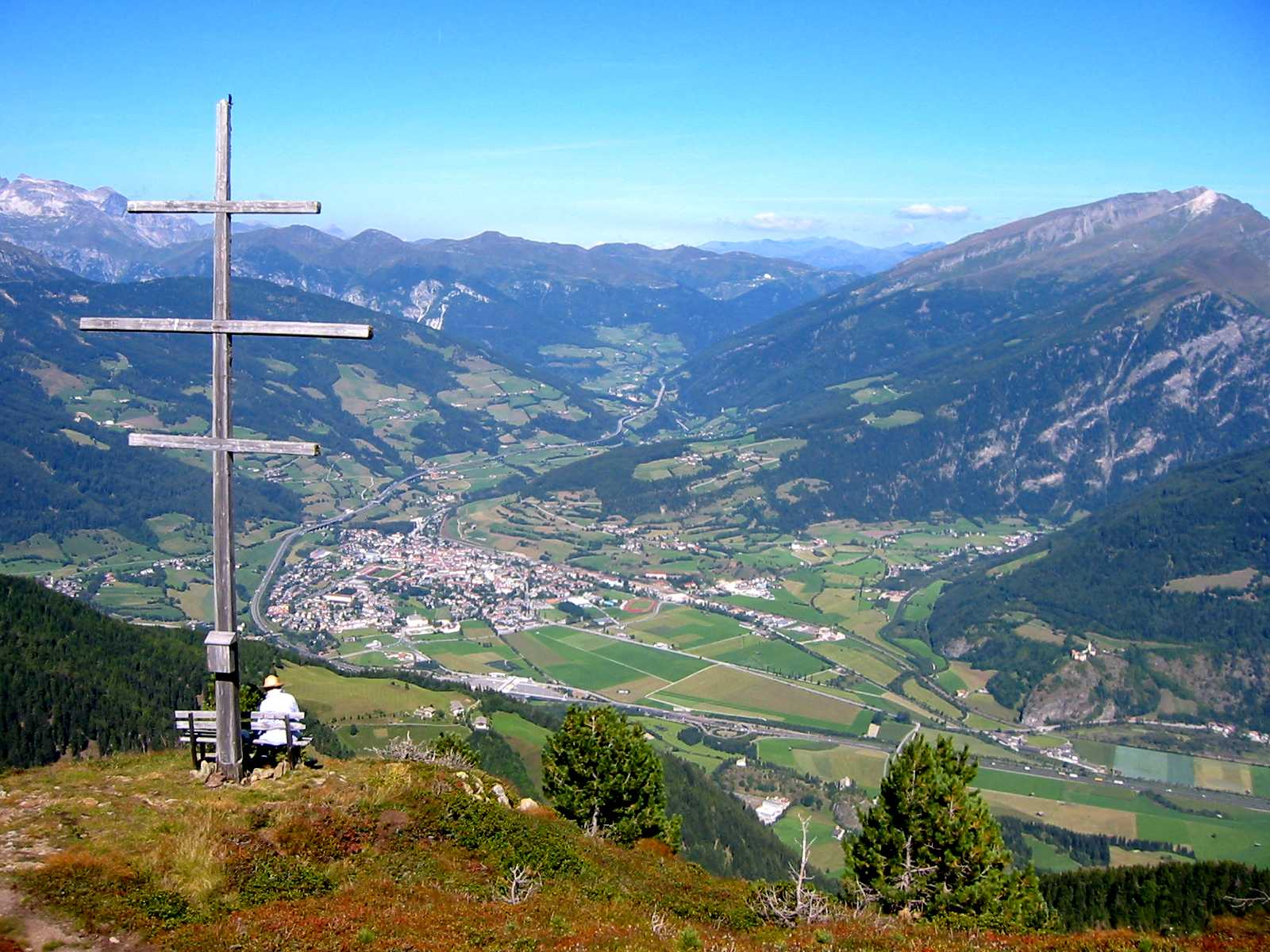
Vista des de dalt
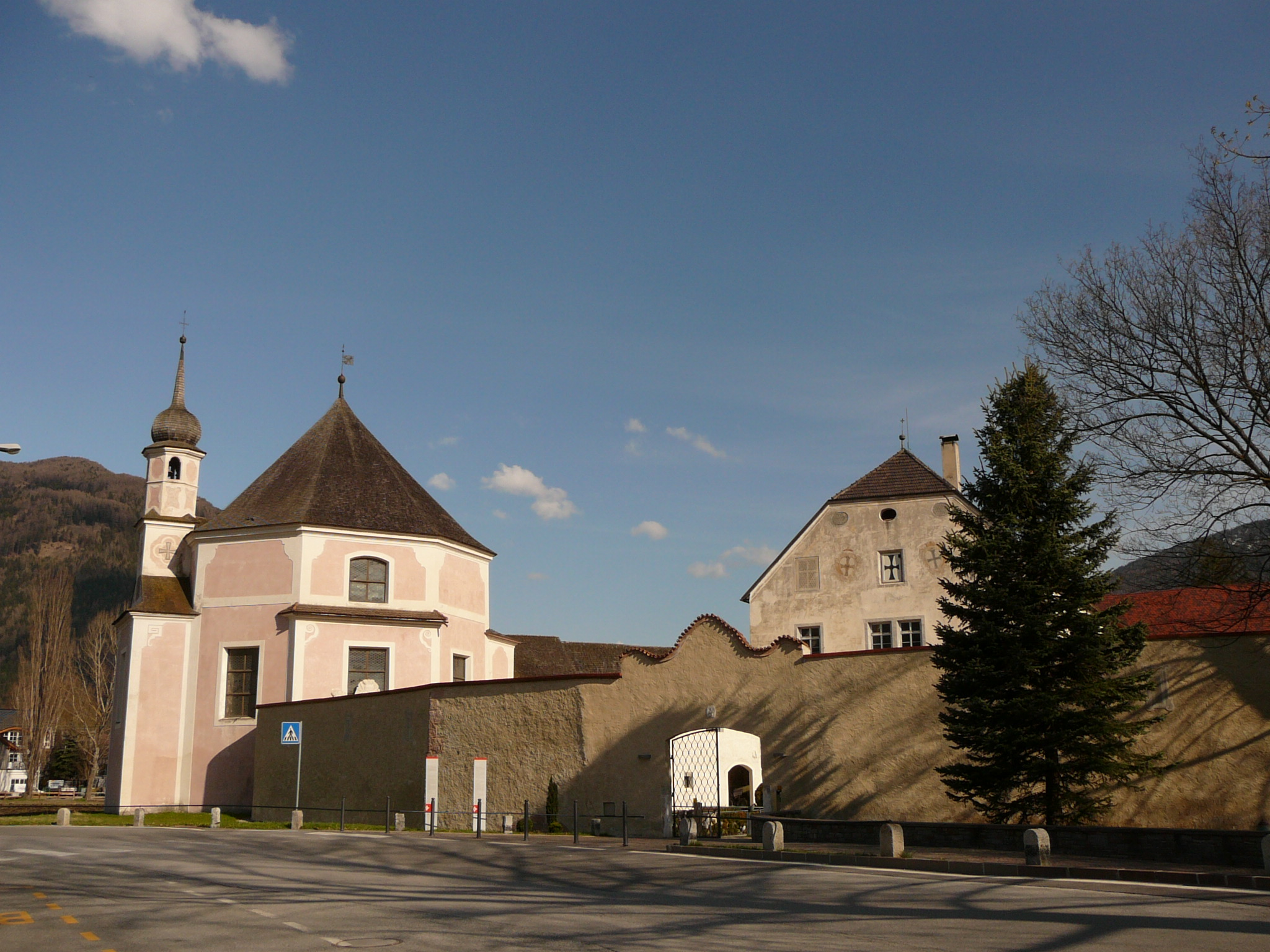
Sterzing
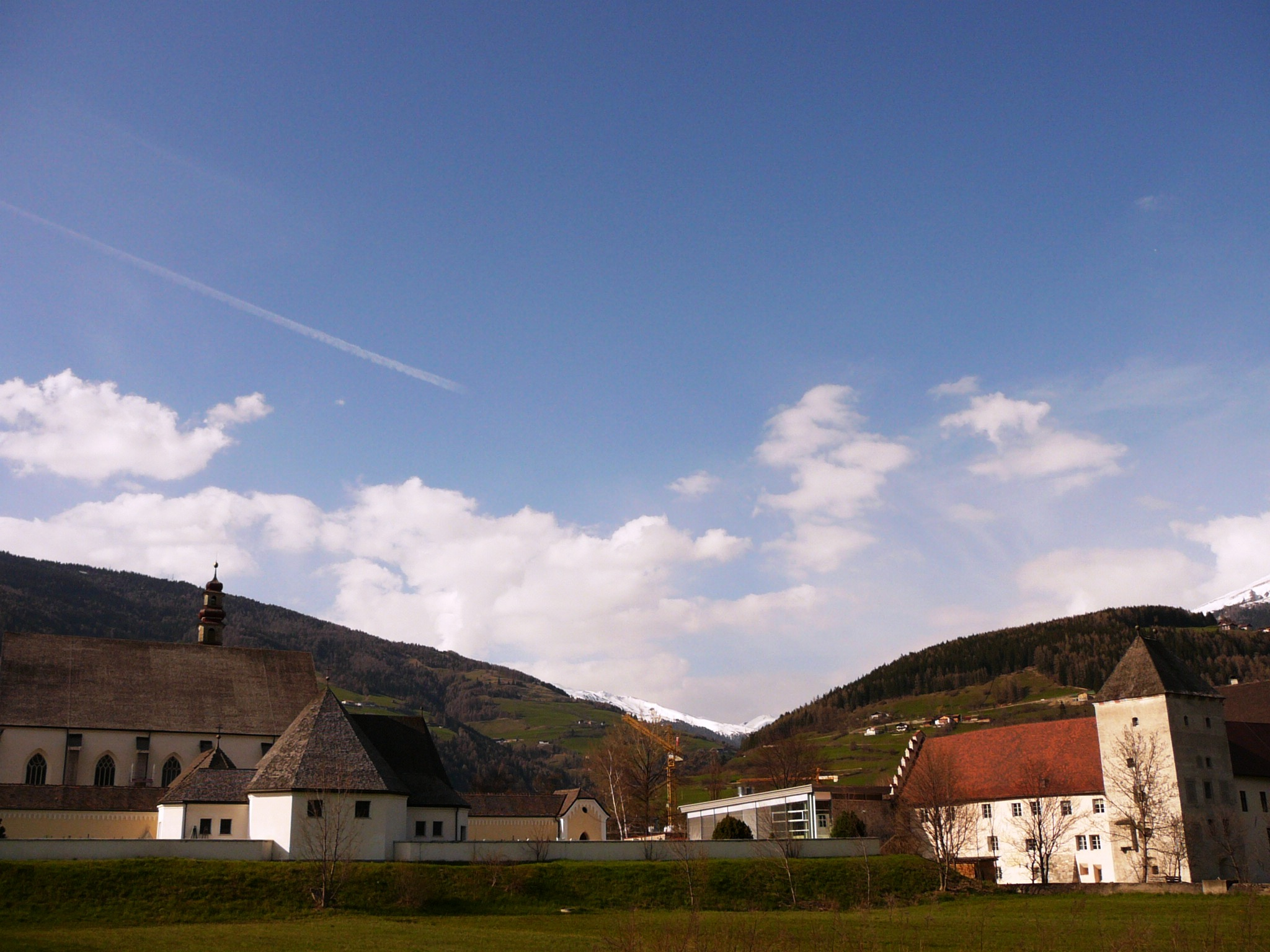
Església parroquial de Sterzing

Territori comunal